# محوطه فرمان‌آباد
محوطه فرمان آباد مربوط به سدهٔ ۷ تا ۱۱ ه‍.ق است و در شهرستان تایباد، بخش مرکزی، روستای فرمان آباد واقع شده و این اثر در تاریخ ۲۴ فروردین ۱۳۸۲ با شمارهٔ ثبت ۸۲۵۴ به‌عنوان یکی از آثار ملی ایران به ثبت رسیده است.